# Chloroctenis conspersa
Chloroctenis conspersa là một loài bướm đêm trong họ Geometridae.